# Rivière Kingham
Pour les articles homonymes, voir Kingham (homonymie).
La rivière Kingham est un tributaire de la rive est de la rivière des Outaouais. Ce cours d'eau traverse la municipalité de Grenville-sur-la-Rouge, dans la municipalité régionale de comté (MRC) d'Argenteuil, dans la région administrative des Laurentides, au Québec, au Canada.

## Géographie
- côté nord : rivière du Calumet Est, rivière de l'ouest ;
- côté nord : rivière du Calumet Est, rivière de l'Ouest ;
- côté est : ruisseau des Vases ;
- côté sud : rivière des Outaouais ;
- côté ouest : rivière du Calumet .

La rivière Kingham prend sa source en milieu forestier à l'ouest du lac en Croissant, lequel est drainé par le ruisseau des Vases. La rivière Kingham coule d'abord vers l'ouest, puis se dirige vers le sud en passant du côté ouest du hameau Rawcliffe. Dans son dernier segment, la rivière Kingham s'écoule vers le sud-ouest jusqu'à la baie Grenville, sur la rive nord de la rivière des Outaouais.

## Toponymie
Le toponyme rivière Kingham a été officialisé le 5 décembre 1968 par la Commission de toponymie du Québec.